# Maurice aux Jeux paralympiques
Maurice a participé pour la première fois aux Jeux paralympiques aux Jeux paralympiques d'été de 1996 à Atlanta. 
Lors des Jeux paralympiques de Paris 2024, Yovanni Philippe remporte la première médaille lors du 400m masculin T20.